# Горохівська міська територіальна громада
Горохівська міська громада — територіальна громада в Україні, у Луцькому районі Волинської області. Адміністративний центр — місто Горохів.
Площа громади — 498,1 км², населення — 24 709 мешканців (2020).
19 липня 2020 року, в результаті адміністративно-територіальної реформи та ліквідації Горохівського району, громада увійшла до складу новоутвореного Луцького району.

## Населені пункти
У складі громади 1 місто (Горохів) і 41 село:
- Бистровиця
- Ватин
- Ватинець
- Вільхівка
- Волиця-Дружкопільська
- Десятина
- Діброва
- Журавники
- Звиняче
- Зеленолужне
- Квасів
- Ковбань
- Козятин
- Красів
- Крижова
- Кумовище
- Лемешів
- Марковичі
- Мирків
- Мирне
- Мислині
- Новосілки
- Озерці
- Охлопів
- Ощів
- Печихвости
- Підбереззя
- Пірванче
- Полюхне
- Пустомити
- Рачин
- Сільце
- Скабарівщина
- Скобелка
- Софіївка
- Старостав
- Стрільче
- Терешківці
- Уманці
- Холонів
- Ярівка